# Municipio de Coronango
El municipio de Coronango es uno de los 217 municipios que conforman al estado mexicano de Puebla. Su cabecera es Santa María Coronango.

## Geografía
El municipio se encuentra localizado en la zona central del estado de Puebla, en sus límites con el estado de Tlaxcala. Tiene una extensión territorial de 36 853 kilómetros cuadrados que representan el 0.11 % del territorio estatal. Sus coordenadas geográficas extremas son 19°6′ - 19°10′ de latitud norte y 98°15′ - 98°20′ de longitud oeste. Su altitud fluctúa entre un máximo de 2200 y un minumo de 2180 metros sobre el nivel del mar.
Limita al noroeste con el municipio de San Miguel Xoxtla, al oeste con el municipio de Tlaltenango y el municipio de Juan C. Bonilla, al sur con el municipio de San Pedro Cholula y al este con el municipio de Cuautlancingo. Al noreste limita con el estado de Tlaxcala, en particular con el municipio de Zacatelco.

### Orografía e hidrografía
El municipio se ubica en la porción meridional de la cuenca de río Atoyac, una de las cuencas más importantes del estado, que tiene nacimiento en una veriente oriental de la Sierra Nevada. El río Prieto baña la porción oriental de norte a sur, atravesando la población de Coronango y posteriormente, ya fuera del municipio, se une al Atoyac.
El municipio cuenta con varios canales de riego que atraviesan el norte y se unen al Atoyac, como el Tlapalac. Destaca la existencia de varios manantiales en la ribera del río Prieto: el Axoyocaxtla, Almoloca de Tlaltenango y Agua Santa.
La mayor parte del territorio del municipio, presenta zonas dedicadas a la agricultura de temporal, generalmente de cultivos anuales.

## Demografía
De acuerdo a los resultados del Censo de Población y Vivienda de 2010 realizado por el Instituto Nacional de Estadística y Geografía, la población total de Coronango asciende a 34 596 personas; de las que 16 758 son hombres y 17 838 son mujeres.

### Localidades
El municipio incluye en su territorio un total de 20 localidades. Las principales, considerando su población del censo de 2010 son:
| Localidad             | Población |
| Total Municipio       | 34 596    |
| Santa María Coronango | 14 859    |
| San Francisco Ocotlán | 11 636    |
| San Martín Zoquiapan  | 4 570     |
| San Antonio Mihuacán  | 6 826     |

## Política

### Subdivisión administrativa
Juntas Auxiliares:
- San Francisco Ocotlán
- San Antonio Mihuacán
- San Martín Zoquiapan

Colonias:
(Incluye colonias dentro de la ciudad, así como de sus juntas auxiliares)
- Las Barrancas
- El Tepeyac
- Santa Cruz Coronango
- Barrio de Analco
- Curitiba
- Covarrubio
- Campestre El Pilar II
- Barrio de Cuapilco
- Villa Manzanares
- Barrio de San Antonio
- San Isidro
- San Mateo
- San Gabriel
- Santa Cruz Mihuacán
- Colonia La Luz
- Corazón de Jesús
- Loma Bonita
- El Chamizal
- Barrio del Alto
- San José
- Real del Bosque
- San Jacinto
- 2.ª Sección San Francisco Ocotlán
- Misiones de San Francisco Ocotlán

### Representación legislativa
Para la elección de diputados locales al Congreso de Puebla y de diputados federales a la Cámara de Diputados federal, el municipio de Coronango se encuentra integrado en los siguientes distritos electorales:
Local:
- Distrito electoral local de 8 de Puebla con cabecera en Huejotzingo.[4]

Federal:
- Distrito electoral federal 10 de Puebla con cabecera en la Cholula de Rivadavia.[5]